# Vila Clementino
A Vila Clementino é um bairro nobre localizado na zona sul da cidade de São Paulo, próximo ao Parque do Ibirapuera. Metade pertence ao distrito da Vila Mariana e outra metade pertence ao distrito da Saúde. Vizinho dos bairros Moema, Vila Mariana, Saúde, Mirandópolis, Planalto Paulista e Indianópolis, é delimitado pela Rua Domingos de Morais, Rua Sena Madureira, Avenida Ibirapuera, Avenida Indianópolis, Av. Professor Ascendino Reis, Avenida Rubem Berta e Rua Luís Góis.

## História

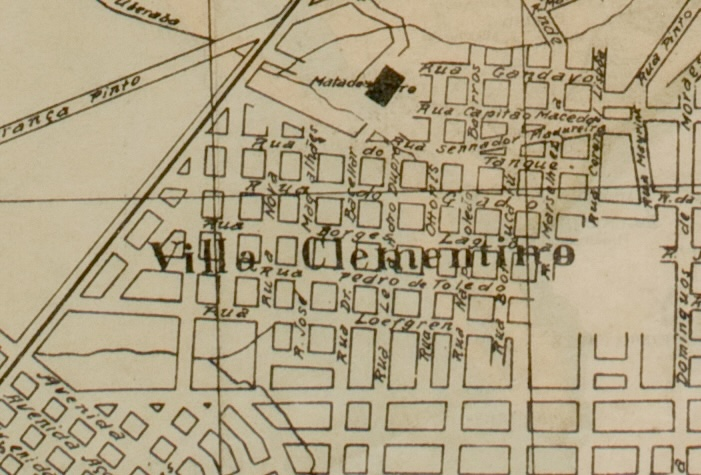
Traçado do bairro, Mapa Oficial da cidade em 1929.

A Vila Clementino, diferente de outros bairros que nasceram ao redor de igrejas, teve o seu surgimento ao redor do Matadouro Municipal, que se instalou em 1887 e ficou por lá durante quarenta anos. O matadouro contribuiu para o povoamento da região. Em 1891 José Antônio Coelho comprou a chamada “Chácara da Boa Vista”, na Vila Mariana, e a loteou, abrindo ruas. Coelho oficializou o nome "Vila Clementino" em homenagem ao Dr. Clementino de Souza e Castro, que exerceu as funções de Promotor Público, Juiz, Ministro do Tribunal de Justiça de São Paulo e foi Presidente do Conselho da Intendência da Cidade de São Paulo, equivalente ao cargo de Prefeito nos dias de hoje. No ano de 1897 o bairro apareceu pela primeira vez em um mapa, organizado por Gomes Cardim.
O aspecto rural da Vila Clementino só começou a ser alterado por volta dos anos sessenta. Ainda em 1958 haviam chácaras de imigrantes portugueses, trechos de mata, brejos e campos abertos. Era uma região sem energia elétrica e ligado ao centro da cidade por apenas um bonde ("Vila Clementino") e uma linha de ônibus (47/Vila Clementino). O único lazer dos moradores da região eram os campos de futebol que existiam em grande quantidade.
O local onde era o matadouro, hoje é a Cinemateca Brasileira, que no dia 2 de Fevereiro de 2021, após os abandonos do governo federal , sofreu um incêndio, o qual tomou sua parte que guardava rolos de filmes antigos, alguns originais, que faziam parte da história do audiovisual do país.

### Monumentos
A Vila Clementino foi palco de inúmeros monumentos significativos como:
- O Liceu Pasteur, que começou a funcionar com a intenção de ensinar a língua francesa no Brasil.[2] O projeto começou em 1908 com Geroges Dumas e Charles Richet, que iniciaram os trabalhos para criar um liceu franco-brasileiro, mas a eclosão da primeira guerra mundial adiou os planos do projeto que só foi concluído em 17 de maio de 1923 com o nome de Lyceu Franco-Brasileiro. Em 1941 devido a legislação brasileira da época o nome mudou para Liceu Pasteur, mas mantendo o mesmo objetivo de deus criadores.[3]
- A primeira e única grande fábrica construída na Vila Clementino, a "Belisário de Assis Fonseca", mais tarde denominada "Fiação e Tecelagem Santana". Foi inaugurada em 1892 e fechada em 1926[2].
- A Escola Paulista de Medicina, criada em 1933 por Octávio de Carvalho.[2] São oferecidos na escola 35 programas para mais de 400 residentes. [4]
- O Instituto Biológico fundado em 1927 a fim de substituir a "Comissão de Estudo e Debelação da praga cafeeira".[2] Inicialmente batizado com o nome de Instituto Biológico de Defesa Agrícola e Animal, passou a se chamar em 1937 somente Instituto Biológico.[5]
- A Igreja São Francisco de Assis, localizada na rua Borges Lagoa 1209, inaugurada oficialmente em 29 de junho de 1941 e que foi sendo construída aos poucos a partir de doações da população.[2] Possui um amplo salão no qual sao realizados bazares beneficentes e serviços de apoio social aos mais necessitados[6]
- O único edifício voltado para espetáculos do bairro, o Teatro João Caetano.[2] Inaugurado em 25 de dezembro de 1952, possui 438 lugares, oferece espetáculos variados, desde peças infantis a peças eruditas. O nome do teatro é uma homenagem ao ator carioca João Caetano que viveu de 1808 a 1863, responsável pela primeira companhia nacional de atores.[7]

## Atualmente
A Vila Clementino foi um bairro inicialmente residencial, teve grande crescimento nos últimos 20 anos devido a um aumento no número de imóveis à venda, e à diversificação dos serviços. O bairro possui também importantes centros hospitalares (Hospital do Servidor Público Estadual, Hospital São Paulo, Hospital Edmundo Vasconcelos, Hospital Paulista, Instituto do Sono e Hospital do Rim e Hipertensão) e associações (Fundação Dorina Nowill, APAE, AACD, Cruz Verde, GRAAC, Amparo Maternal entre outras). 
A expansão da linha 5 do Metrô de São Paulo (linha 5-Lilás) trouxe ao bairro a Estação Hospital São Paulo. Também localiza-se no bairro a maior parte das dependências da Universidade Federal de São Paulo (Unifesp), a Cinemateca Brasileira, o tradicional colégio Liceu Pasteur, o Colégio Arquidiocesano (Marista), o Colégio Nossa Senhora do Rosário, o Teatro Municipal João Caetano e o Centro Olímpico de Treinamento e Pesquisa e Clube Escola Ibirapuera e o Tribunal de Contas do Município de São Paulo (TCM-SP).
A população atual do bairro é formada por profissionais liberais, funcionários públicos e comerciantes. As opções de lazer são restritas, muitos jardins foram cimentados e as altas construções restringiram muitas famílias ao acesso a luz solar. O bairro é classificado pelo CRECI como "Zona de Valor B", assim como outras áreas nobres da capital como Jardim Marajoara, Vila Olímpia e Bela Vista.

## Localização geográfica

### Norte
Avenida Paulista. Praça Osvaldo Cruz; Avenida Bernardino de Campos; Rua do Paraíso; Rua Topázio; Rua Batista Cepelos; Rua José do Patrocínio; Rua Ximbó; Rua Batista Caetano e Rua Coronel Diogo.

### Leste
Avenida Doutor Ricardo Jafet.

### Sul
Rua Loefgreen.

### Oeste
Avenida Rubem Berta, Avenida Ibirapuera, Avenida Conselheiro Rodrigues Alves, Rua Doutor Amâncio de Carvalho, Viaduto e Rua Tutoia e Avenida Brigadeiro Luís Antônio.

### Principais e mais conhecidas ruas do bairro
Rua Sena Madureira, Rua Pedro de Toledo, Rua Borges Lagoa, Rua Diogo de Faria, Rua Leandro Dupret, Rua Dr. Bacelar, Rua Loefgren, Rua Napoleão de Barros, Rua 3 de Maio, Rua Botucatu, Rua dos Otonis, Avenida Onze de Junho, Rua Marselhesa e Avenida Dr. Altino Arantes.